# Fornenmühle
Fornenmühle ist ein Gemeindeteil der Stadt Bad Berneck im Fichtelgebirge im Landkreis Bayreuth (Oberfranken, Bayern). Fornenmühle liegt in der Gemarkung Escherlich.

## Geografie
Die Einöde liegt am linken Ufer des Weißen Mains. Ein Anliegerweg führt 200 Meter südwestlich nach Escherlich.

## Geschichte
Fornenmühle gehörte zur Realgemeinde Röhrenhof. Gegen Ende des 18. Jahrhunderts bestand Fornenmühle aus einem Anwesen. Die Hochgerichtsbarkeit stand dem bayreuthischen Stadtvogteiamt Berneck zu. Das Kastenamt Gefrees war Grundherr der Mühle mit Mahl- und Schlaggang.
Von 1797 bis 1810 unterstand Fornenmühle dem Justiz- und Kammeramt Gefrees. Infolge des Ersten Gemeindeedikts wurde Fornenmühle dem 1812 gebildeten Steuerdistrikt Goldkronach und der zugleich gebildeten Ruralgemeinde Escherlich zugewiesen. Im Zuge der Gebietsreform in Bayern wurde Fornenmühle am 1. Mai 1978 in Bad Berneck im Fichtelgebirge eingegliedert.

### Einwohnerentwicklung
| Jahr      | 001818 | 001819 | 001861 | 001871 | 001885 | 001900 | 001925 | 001950 | 001961 | 001970 | 001987 |
| Einwohner | 9      | *      | 13     | 12     | 16     | 15     | 11     | 12     | 14     | 12     | 11     |
| Häuser    | 2      |        |        |        | 2      | 2      | 1      | 1      | 2      |        | 1      |
| Quelle    | [ 6 ]  | [ 9 ]  | [ 10 ] | [ 11 ] | [ 12 ] | [ 13 ] | [ 14 ] | [ 15 ] | [ 16 ] | [ 17 ] | [ 1 ]  |

## Religion
Fornenmühle ist evangelisch-lutherisch geprägt und nach St. Erhard (Goldkronach) gepfarrt.